# کاساروبیس دل منته
کاساروبیس دل منته (به اسپانیایی: Casarrubios del Monte) یک شهرستان در اسپانیا است که در استان تولدو واقع شده‌است.

## خصوصیات
کاساروبیس دل منته ۹۶ کیلومترمربع مساحت و ۴٬۳۲۱ نفر جمعیت دارد و ۶۱۶ متر بالاتر از سطح دریا واقع شده‌است.